# Polystichum pumilis
Polystichum pumilis là một loài dương xỉ trong họ Dryopteridaceae. Loài này được Maxon mô tả khoa học đầu tiên năm 1929.